# Vatikanmuseet
Vatikanmuseet ligger i Vatikanstaten i Rom. Museet, som egentlig består af flere separate samlinger, er blandt de største museer i verden. Museet rummer enorme samlinger, tilhørende Den romersk-katolske kirke og samlet gennem århundreder. Samlingen rummer nogle af de bedst kendte klassiske skulpturer og mest betydningsfulde mesterværker fra Renæssancen.
Pave Julius 2. (1503 – 1513) grundlagde museet i starten af 1500-tallet og samlingerne er forøget næsten uafbrudt siden da.
Vatikanmuseet besøges årligt af ca 5 millioner gæster. I 2007 var besøgstallet oppe på 4.310.083 gæster og i 2011 rundede man 5.000.000.